# 絶対リスク減少
絶対リスク減少（ぜったいリスクげんしょう）とは、「絶対リスク減少率」もしくは「絶対リスク減少度」、「絶対リスク低下」などとも呼ばれ、疫学における指標の1つで、非暴露群（対照群）と暴露群（介入群）における疾病の頻度の差。非暴露群（対照群）の発生率から暴露群（介入群）の発生率を引いたものが絶対リスク減少となり、暴露効果の強さ（介入により減少する発生率）を示すことが出来る。
|          | 疾病あり | 疾病なし | 計  |
| -------- | -------- | -------- | --- |
| 暴露あり | A        | B        | A+B |
| 暴露なし | C        | D        | C+D |
| 計       | A+C      | B+D      | T   |

{\displaystyle R={\cfrac {C}{C+D}}-{\cfrac {A}{A+B}}}
R:絶対リスク減少
リスク差としては、要因の暴露によりリスクが上昇する場合は「寄与危険度（絶対リスク増加）＝暴露群の発生率－非暴露群の発生率」を求めるが、要因の暴露（介入）によりリスクが低下する場合は「絶対リスク減少＝非暴露群の発生率－暴露群の発生率」を求める。
リスク比としては「相対危険度」が用いられ、要因の暴露によりリスクが上昇する場合は「過剰相対危険度（余剰相対リスク，相対リスク増加）＝相対危険度－1」を求めるが、要因の暴露（介入）によりリスクが低下する場合は「相対リスク減少＝1－相対危険度」を求める。
「絶対リスク減少の逆数」を「治療必要数（NNT）」と呼び、疾病の発生を1人減らすために介入が必要な患者数を表す。
逆に、「絶対リスク増加（寄与危険度）の逆数」を「害必要数（NNH）」と呼び、疾病の発生が1人増えるために必要な暴露数を表す。